# Orsínome (mitología griega)
En mitología griega, Orsínome (griego Antiguo: Ὀρσινόμην) era la hija de Eurínomo, hijo de Magnes y Filódice.  Se casó con Lápites (hijo de Apolo y Estilbe), con quien fue madre de Forbas, Perifante, Triopas (posiblemente) y Diomede.